# Сан Лео (Римини)
Сан Лео (итал. San Leo) је насеље у Италији у округу Римини, региону Емилија-Ромања.
Према процени из 2011. у насељу је живело 204 становника. Насеље се налази на надморској висини од 605 м.

## Становништво
Према резултатима пописа становништва 2011. у општини је живело 2.970 становника.
| 1931. | 1936. | 1951. | 1961. | 1971. | 1981. | 1991. | 2001. | 2011. |
| ----- | ----- | ----- | ----- | ----- | ----- | ----- | ----- | ----- |
| 5.319 | 5.361 | 4.996 | 3.572 | 2.739 | 2.631 | 2.516 | 2.720 | 2.970 |

## Партнерски градови
- Сан Марино